# Humanoid (album Black River)
Humanoid – trzeci studyjny (a czwarty w ogóle) album polskiej grupy metalowej Black River, wydany 12 kwietnia 2019 przez Mystic Production (nr kat. MYSTCD 353). Nominacja do Fryderyka 2020 w kategorii «Album Roku Metal».

## Lista utworów
Opracowano na podstawie materiału źródłowego.
| Nr  | Tytuł utworu     | Długość |
| --- | ---------------- | ------- |
| 1.  | „Flying High”    | 3:34    |
| 2.  | „Revolution”     | 3:07    |
| 3.  | „Humanoid”       | 3:22    |
| 4.  | „H.T. Angel”     | 3:20    |
| 5.  | „Q”              | 4:37    |
| 6.  | „The Rebel”      | 3:58    |
| 7.  | „Abyss”          | 2:25    |
| 8.  | „World in Black” | 4:06    |
| 9.  | „Monster”        | 3:50    |
| 10. | „"7"”            | 3:18    |
| 11. | „R'n'R Hell”     | 3:47    |
|     |                  | 39:24   |

## Twórcy
- Black River
  - Maciej Taff – wokal
  - Piotr 'Kay' Wtulich – gitara
  - Artur 'Art' Kempa – gitara
  - Tomasz 'Orion' Wróblewski – gitara basowa
  - Dariusz 'Daray' Brzozowski – perkusja